# Аксамитовский, Винцент
Винцент (Винценты, Винсент) Аксамитовский (пол. Wincenty Aksamitowski; 15 сентября 1760 года, Нагоряны близ Каменца-Подольского — 13 января 1828, Варшава) — генерал-майор армии Варшавского герцогства.

## Биография

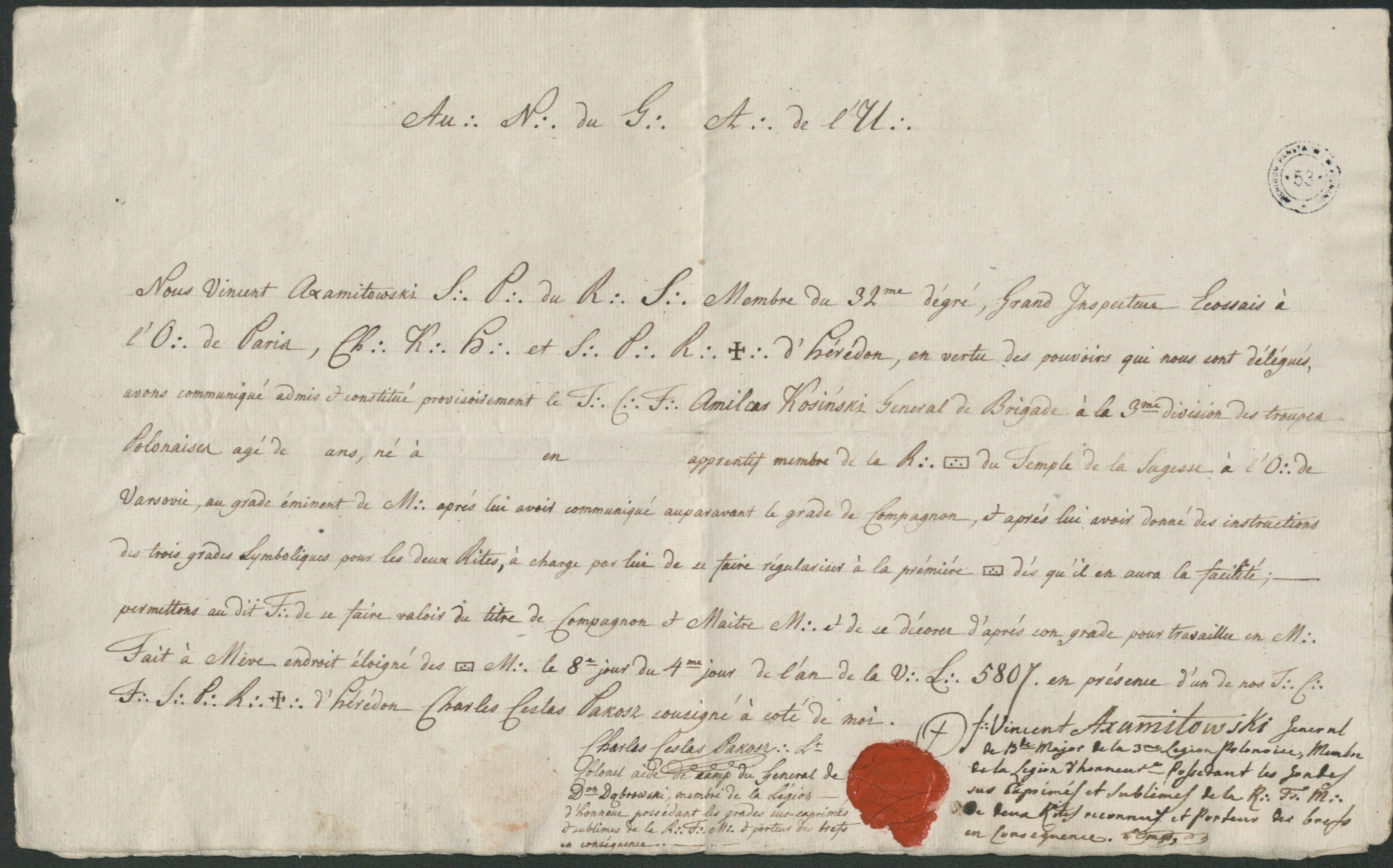
В. Аксамитовский, член 32-й степени масонства в Париже, присуждает масонскую степень А. Косинскому в ложе в Варшаве, 1807 г. (из собрания Государственного архива в Познани)

Представитель польского мелкопоместного дворянского рода Аксамитовских герба «Гриф». Сын Игнацы Аксамитовского (? — 1810), ловчего подольского и посла, и Теклы де Витте. Внук по материнской линии инженера и генерала Яна де Витте. С 1774 года в польской армии, юнкер Коронного артиллерийского училища в Варшаве. Он стал вторым лейтенантом (подпоручиком) в 1781 году. С 1783 года офицер линейной службы (поручик, с 1788 года — капитан артиллерии).
Воевал капитаном в войне с Россией в 1792 году командиром роты в сражениях при Зеленцах и Остроге. Там он был ранен и попал в плен. Он временно перешел на службу в русскую армию и получил звание майора. После начала восстания в 1794 году вступил в польскую армию и снова в чине капитана сражался при защите Варшавы; дальнейшему продвижению помешала его недавняя служба в русской армии (Тадеуш Костюшко обвинил его в «привязанности к москвичам»).
После падения восстания он скрывался во Львове и пробрался через Галицию в Италию, где заявился к генералу Домбровскому та предложил своему бывшему командиру свои услуги. С мая 1797 года воевал в Легионах, где был представлен генералом Наполеоном Бонапартом к чину начальника батальона. Он также организовал легионерскую артиллерию. Он защищал Мантую и после её сдачи в июле 1799 года попал в плен к австрийцам. После того, как его освободили по слову, он вернулся в строй. Некоторое время служил на средиземноморском побережье между Марселем и Тулоном. В
конце 1800 года после переправы через Минчо был представлен генералом Брюно к чину командира батальона польской артиллерии Итальянской армии, вскоре назначен начальником миланской артиллерии. С конца 1801 года он был командиром 2-й полубригады, отправленной на Гаити. В этой экспедиции участия не принимал, мотивируя это необходимостью привести в порядок финансы части. Обвиненный в дурных намерениях в этом вопросе, он вступил в конфликт с польской общиной и в 1803—1806 годах служил во французской армии (1803-й провёл на Гаити). Сражался в битве под Йеной. От имени французской армии в 1806 году он был комендантом Познани.
Вскоре он вступил в армию Варшавского герцогства в чине генерала с 1806 года до должности командующего артиллерией. С 1807 года командующий артиллерией и инженерным делом. В результате недоразумений с князем Юзефом Понятовским осенью 1808 года был в дисциплинарном порядке переведен на французскую службу. С 1809 года снова в Войске Польском, командир 2-й пехотной бригады в 1-й дивизии коменданта Познанского департамента, в 1812 году — познанский губернатор.
В Русскую кампанию 1812 года он был заместителем начальника штаба Иоахима Мюрата, короля Неаполя, а в кампании 1813 года командовал кавалерией в Домбровской дивизии. Воевал под Лейпцигом и Ханау, затем снова на службе у Иоахима Мюрата. Во французской кампании 1814 года командовал бригадой тяжелой кавалерии в составе дивизии генерала Ж. Дефранса. После падения Наполеона заместитель председателя Главного административного совета Польского корпуса.
В 1815 году он вернулся в Польшу и служил в армии Царства Польского. Был военачальником Седлецкого департамента. В апреле 1816 года ушел в запас по состоянию здоровья.
В Париже с 1802 года состоял адептом 33-й степени Шотландского Устава Высших Степеней масонской ложи.
Он был мастером собора в масонской ложе «Bracia Polscy Zjednoczeni», основанной генералом Александром Рожнецким. В 1820 году он был великим канцлером Великого Национального Востока Польши.
Автор публикации под названием: История польской артиллерии в легионах в Италии.

## Награды
- Рыцарский крест ордена Virtuti Militari (1808 г.)
- Рыцарский крест Почетного легиона (1807 г.)
- Офицерский крест Почетного легиона (1812 г.)[3].